# Defense Devil
Defense Devil (ディフェンスデビル, Difensu Debiru, romanisé en DEFENSE DEVIL) est un shōnen manga écrit par Youn In-Wan et dessiné par Yang Kyung-il. Il a été prépublié dans l'hebdomadaire Weekly Shōnen Sunday entre avril 2009 et juin 2011, et a été compilé en un total de dix volumes. La version française est publiée par Pika Édition depuis août 2012.Il est basé sur " Akuma Bengoshi Kukabara ", qui était auparavant dessiné comme un manga one-shot dans le même magazine.

## Synopsis
Mephisto Bart Kucabara est un avocat des Enfers. Banni du monde des démons, il doit collecter assez de Matière Sombre afin d'y retourner. Pour ce faire, il élabore un plan lui permettant de revendiquer la Matière Sombre de l'âme des pécheurs condamnés à l'enfer. S'il prouve l'innocence de l'âme, la Matière Sombre lui revient. Mais comment peut-il rassembler suffisamment de Matière Sombre lorsque son autre personnalité lui force continuellement à l'utiliser afin de défendre l'âme de l'inconnu qu'un Shinigami veut emmener en enfer ?

## Production
Yang Kyung-Il et Youn In-Wan ont d'abord créé un one-shot de Defense Devil intitulé "Akuma Bengoshi Kukabara" (悪魔弁護士 Kukabara, lit. "Devil Advocate Kukabara") pour un numéro de 2008 de Sunday GX. Après la sortie du premier volume tankōbon, les auteurs ont commencé un blog sur le site Web Shōnen Sunday sur leurs progrès avec la série.Un concours a été organisé pour célébrer le deuxième volume tankōbon où 100 gagnants reçoivent des illustrations dédicacées par les auteurs.

## Personnages
Mephisto Barto Dertov Reffertlark Kucabara (メフィスト・バルト・デルトフ・レファート・ラルク・クカバラ, Mefusuto Baruto Derutofu Refāto Raruku Kukabara) kucabara est le prince devildom (le monde de l'enfer) chassé pour avoir été trop gentil, il n'a plus accès à ses pouvoirs sans "matière noire" raison pour laquelle il doit en récolter pour revenir chez lui, il n'hésite pas à venir en aide à quiconque en à besoin il est intelligent, intrépide,et très sûr de lui.
Bichura (ビチュラ)
Elimona (エリモナー, Erimonā)
Idamaria (イダマリア)
Selma (セルマ, Seruma)

## Liste des volumes et chapitres
| no | Japonais          | Japonais          | Français         | Français          |
| no | Date de sortie    | ISBN              | Date de sortie   | ISBN              |
| --- | ----------------- | ----------------- | ---------------- | ----------------- |
| 1 | 18 août 2009      | 978-4-09-121727-1 | 16 août 2012     | 978-2-8116-0933-7 |
| Liste des chapitres : - Jugement 01 – Pluie de grenouilles - Jugement 02 – Le pommier 1 - Jugement 02 – Le pommier 2 - Jugement 02 – Le pommier 3 - Jugement 02 – Le pommier 4 - Jugement 02 – Le pommier 5 - Jugement 03 – Héros 1 |                   |                   |                  |                   |
| 2 | 18 novembre 2009  | 978-4-09-122024-0 | 3 octobre 2012   | 978-2-8116-0917-7 |
| Liste des chapitres : - Jugement 03 – Héros 2 - Jugement 03 – Héros 3 - Jugement 03 – Héros 4 - Jugement 03 – Héros 5 - Jugement 03 – Héros 6 - Jugement 03 – Héros 7 - Jugement 03 – Héros 8 - Jugement 04 – Une étrange jeune fille 1 - Jugement 04 – Une étrange jeune fille 2 - Jugement 04 – Une étrange jeune fille 3 |                   |                   |                  |                   |
| 3 | 18 décembre 2009  | 978-4-09-122062-2 | 5 décembre 2012  | 978-2-8116-1019-7 |
| Liste des chapitres : - Jugement 04 – Une étrange jeune fille 4 - Jugement 04 – Une étrange jeune fille 5 - Jugement 05 – La sagesse de Kucabara 1 - Jugement 05 – La sagesse de Kucabara 2 - Jugement 05 – La sagesse de Kucabara 3 - Jugement 05 – La sagesse de Kucabara 4 - Jugement 05 – La sagesse de Kucabara 5 - Jugement 05 – La sagesse de Kucabara 6 - Jugement 06 – La clef du monde des démons 1 - Jugement 06 – La clef du monde des démons 2 |                   |                   |                  |                   |
| 4 | 18 mars 2010      | 978-4-09-122194-0 | 30 janvier 2013  | 978-2-8116-1092-0 |
| Liste des chapitres : - Jugement 06 – La clef du monde des démons 3 - Jugement 06 – La clef du monde des démons 4 - Jugement 06 – La clef du monde des démons 5 - Jugement 06 – La clef du monde des démons 6 - Jugement 06 – La clef du monde des démons 7 - Jugement 06 – La clef du monde des démons 8 - Jugement 06 – La clef du monde des démons 9 - Jugement 07 – Legato - Jugement 08 – La veille du départ - Jugement 09 – Invitation               |                   |                   |                  |                   |
| 5 | 18 juin 2010      | 978-4-09-122334-0 | 17 avril 2013    | 978-2-8116-1028-9 |
| Liste des chapitres : - Jugement 10 – Promesse et contrat - Jugement 11 – Kucabara, mon grand-frère - Jugement 12 – Homme & Femme - Jugement 13 – Homme & Femme - Jugement 14 – Brilhart - Jugement 15 – Kelsa - Jugement 16 – Cat fight - Jugement 17 – Chacun son combat - Jugement 18 – La vieille femme et la jeune fille - Jugement 19 – Le cadeau de Jupiter                                                                                          |                   |                   |                  |                   |
| 6 | 17 septembre 2010 | 978-4-09-122525-2 | 29 mai 2013      | 978-2-8116-1163-7 |
| Liste des chapitres : - Jugement 20 – Avantage et désavantage - Jugement 21 – Le mur du désespoir - Jugement 22 – Discorde - Jugement 23 – L'ami du prince - Jugement 24 – Le Colisée - Jugement 25 – Le gouffre des lamentations - Jugement 26 – La mort de Bichura - Jugement 27 – Promesse d'un jour passé - Jugement 28 – Regarde là-bas, oh ! - Jugement 29 – Le réveil d'Idamaria                                                                     |                   |                   |                  |                   |
| 7 | 17 décembre 2010  | 978-4-09-122698-3 | 14 août 2013     | 978-2-8116-1210-8 |
| Liste des chapitres : - Jugement 30 – La guerre du pétrole - Jugement 31 – Sugal et Jupiter - Jugement 32 – Les rochers dans le ciel - Jugement 33 – Stone Hell - Jugement 34 – Le baptême de Gigadeath - Jugement 35 – Jeu de ballon - Jugement 36 – La chambre d'enfant - Jugement 37 – Vaincre sans combattre - Jugement 38 – La passé de "Y" - Jugement 39 – Samus                                                                                      |                   |                   |                  |                   |
| 8 | 18 mars 2011      | 978-4-09-122797-3 | 2 octobre 2013   | 978-2-8116-1265-8 |
| Liste des chapitres : - Jugement 40 – Oasis - Jugement 41 – Erreur de calcul - Jugement 42 – Humming bird - Jugement 43 – Kant - Jugement 44 – Le père Selma - Jugement 45 – Phoenix Hell - Jugement 46 – L'homme dans le miroir - Jugement 47 – La preuve d'innocence - Jugement 48 – Le tournant - Jugement 49 – L’instinct de Sugarl - Jugement 50 – Interrogatoire                                                                                      |                   |                   |                  |                   |
| 9 | 17 juillet 2011   | 978-4-09-123002-7 | 27 novembre 2013 | 978-2-8116-1297-9 |
| Liste des chapitres : - Jugement 51 – Véritable apparence - Jugement 52 – Hyper-espace - Jugement 53 – Combat triangulaire - Jugement 54 – L'histoire d'un tout petit amour - Jugement 55 – L'entrave - Jugement 56 – Notre secret - Jugement 57 – La révélation d'Élimona - Jugement 58 – La résurrection de Lilith - Jugement 59 – La mystérieuse peinture murale - Jugement 60 – C'est grandiose, grand-frère - Jugement 61 – Les réminiscences de Kelia |                   |                   |                  |                   |
| 10 | 16 septembre 2011 | 978-4-09-123245-8 | 6 février 2014   | 978-2-8116-1366-2 |
| Liste des chapitres : - Jugement 62 – Le collecteur - Jugement 63 – L'honneur des démons - Jugement 64 – La promesse faite au père - Jugement 65 – Le sourire de Kucabara - Jugement 66 – Le halo des anges - Jugement 67 – Idamaria et Sugal - Jugement 68 – L'union fait la force - Jugement 69 – L'arrivée des anges - Jugement 70 – Un mois plus tard - Jugement 71 – Tu me manques ... - Jugement 72 – Jugement dernier de Defense Devil               |                   |                   |                  |                   |